# Văn Tụng Nhàn
Văn Tụng Nhàn (tiếng Anh: Annie Man), sinh ngày 20 tháng 7 năm 1976) là nữ diễn viên Hồng Kông. Cô từng tham gia nhiều bộ phim truyền hình của ATV và TVB.

## Sự nghiệp

### ATV (1993 - 1999)
Năm 1993, Văn Tụng Nhàn bắt đầu sự nghiệp diễn xuất tại ATV khi mới 16 tuổi. Trong 6 năm tại ATV Văn Tụng Nhàn đã tham gia tổng cộng 22 phim phim truyền hình với nhiều vai diễn chính.
Năm 1998, cô được khán giả bình chọn là một trong 10 diễn viên nữ hàng đầu tại ATV..

### TVB (2000 - 2005)
Năm 2000, Văn Tụng Nhàn chính thức gia nhập TVB. Vai diễn đầu tiên của cô tại TVB là vai nữ chính trong bộ phim Bốn chàng tài tử. Bước ngoặt sự nghiệp của cô đến vào năm 2001 khi cô thủ vai công chúa Đốn Châu cho bộ phim Hương sắc cuộc đời cùng với Lâm Văn Long. Vai diễn này được đánh giá rất cao từ người hâm mộ. Cùng năm này cô tham gia vai diễn chính cho bộ phim Khôi phục giang sơn.
Mặc dù đã từng được đánh giá là diễn viên trẻ triển vọng nhưng tài năng của cô chưa được công nhận. Cô không còn nhận được vai chính mà chuyển sang đóng các vai phụ. Cô đã tham gia tổng cộng 13 phim truyền hình của TVB.
Năm 2005, Văn Tụng Nhàn hết hợp đồng với TVB và chuyển sang Trung Quốc Đại Lục.

### Trung Quốc (2005 - đến nay)
Sau khi hết hợp đồng với TVB, cô chuyển sang đóng phim ở Trung Quốc. Bộ phim đáng chú ý của cô là Thập đại kỳ án (2009) đóng cùng với Trương Vệ Kiện

## Phim đã tham gia

### Phim truyền hình ATV
| Năm  | Tên phim                                  | Tên phim tiếng Anh           | Vai diễn                  |
| ---- | ----------------------------------------- | ---------------------------- | ------------------------- |
| 1993 | Bá chủ bến Thượng Hải 2                   | Shanghai Godfather II        | Nhu Tiển Mạn              |
| 1994 |                                           | Bays Of Being Parents        | Trương Gia Hân            |
| 1994 | Truyền thuyết phượng hoàng                | Beauty Pageant               | Phương Tuyết Minh         |
| 1994 | Cửu Vương đoạt ngôi                       | Secret Battle Of The Majesty | Cung Huệ Cách Cách        |
| 1994 | Anh hùng ngoài luật                       | Outlaw Hero                  | Trình Gia Mỹ              |
| 1995 | Diệt ma hiệp đạo                          | Vampire Expert               | Bích Tâm                  |
| 1995 | Bao Thanh Thiên 1995                      | Pao Qingtian                 | N/A                       |
| 1996 | Phiêu Linh Yến                            | The Little Vagrant Lady      | Lý Á Thu                  |
| 1996 | Thượng Hải tranh hùng                     | King Of Gamblers             | Chung Nhươc Phù           |
| 1996 | Diệt ma hiệp đạo 2                        | Vampire Expert II            | Lôi Tú                    |
| 1996 | Hận sầu bàng                              | Tales From The Dorms         | Nhị Liễu                  |
| 1996 | Phiêu Linh Yến 2                          | The Little Vagrant Lady II   | Lý Á Thu                  |
| 1997 | Năm 97 Rồng đổi màu                       | Year Of Chameleon            | Tiểu Cân                  |
| 1997 | Duyên kiếp luân hồi                       | Coincidentally               | Hà Như Châu               |
| 1997 | Người đến từ Triều Châu                   | Pride Of Chaozhou            | Trần Tố Triết             |
| 1997 | Thần tài gõ cửa                           | Gold Rush                    | Đới Học Nhi               |
| 1998 | Thằng ngố chúc thọ                        | Thou Shalt Not Cheat         | Yuan Xiao Xuan            |
| 1998 | Mộc Quế Anh: Đại phá Thiên Môn trận       | Heroine Of The Yangs         | Dương Bài Phong           |
| 1998 | Mộc Quế Anh 2: Thập nhị quả phụ chinh Tây | Heroine Of The Yangs II      | Dương Bài Phong           |
| 1998 | Người hùng từ Quảng Châu                  | I Come From Guangzhou        | A Đệ                      |
| 1998 | Tung hoành tứ hải                         | Flaming Brothers             | Ming Xing (child version) |
| 1999 | Anh hùng Quảng Đông Thập Hổ               | Ten Tigers Of Guangdong      | Tô Thu Sương              |

### Phim truyền hình TVB
| Năm  | Tên phim                  | Tên phim tiếng Anh         | Vai diễn       |
| ---- | ------------------------- | -------------------------- | -------------- |
| 2000 | Bốn chàng tài tử          | The Legendary Four Aces    | Chúc Hiểu Liên |
| 2000 | Bảy chị em                | Seven Sisters              | Xie Mei Ning   |
| 2001 | Hương sắc cuộc đời        | Colourful Life             | Đốn Châu       |
| 2001 | Khôi phục giang sơn       | Whatever It Takes          | Bi Yao         |
| 2002 | Anh hùng trong biển lửa 2 | Burning Flame II           | Ye Xiang Yang  |
| 2002 | Cơ hội mong manh          | Slim Chances               | Sun Qiao Bi    |
| 2002 | Chuyên gia đàm phán       | Take My Word For It        | Diệp Khả Nhân  |
| 2003 | Trường Bình công chúa     | Perish In The Name Of Love | Lý Ngọc Nhàn   |
| 2003 | Bí mật gia tộc            | Greed Mask                 | Chu Y Đồng     |
| 2004 | Người chồng tuổi non      | To Love With No Regrets    | Lu Qian        |
| 2004 | Tuyệt thế vũ khí          | Strike At Heart            | Zhi Nu         |
| 2005 | Tiệm bánh Gato            | The Gateau Affairs         | Sarah          |
| 2006 | Kỳ án nhà Thanh           | A Pillow Case of Mystery   | Tiền Lệ Thư    |

### Phim truyền hình Trung Quốc
| Năm  | Tên phim       | Tên phim tiếng Anh               | Vai diễn       |
| ---- | -------------- | -------------------------------- | -------------- |
| 2009 | Hoàng Phi Hồng | The Kung Fu Master Wong Fei Hung | Little Sparrow |
| 2009 | Thập đại kỳ án | Shi Da Qi Yuan                   | Su Qin         |
| 2009 |                | Zhan You Gu Shi                  | Mai Li         |
| 2010 |                | Love                             |                |